# Pluriarc

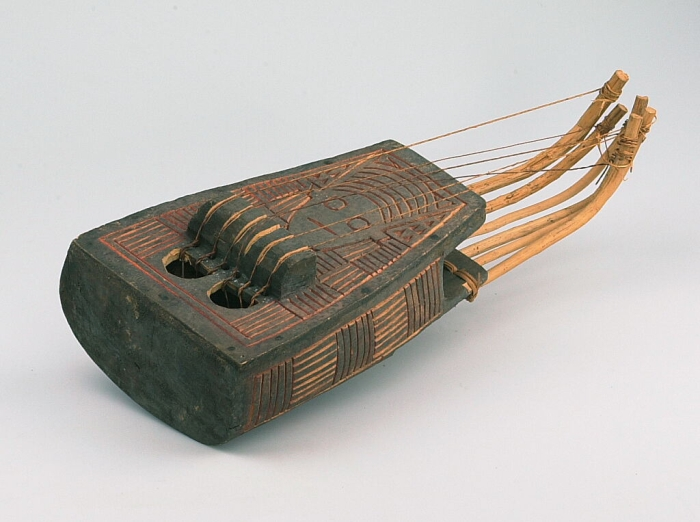
Pluriarc (Congo belge, avant 1930)

Un pluriarc (ou « luth à archet ») est un instrument à cordes africain. C'est un ensemble d'arcs accolés les uns aux autres.
Il possède un corps creux, ainsi que plusieurs manches courbés et flexibles, en roseaux. 
Ses cordes s'étendent du manche jusqu'au chevalet.  Celui-ci est positionné à environ 3 ,8 centimètres au-dessus du corps.
Le corps peut avoir une forme ronde, rectangulaire ou triangulaire.  Il est généralement fabriqué à l'aide de bois léger. Sa partie supérieure peut être soit intégrée, soit séparée, liée ou clouée à la partie inférieure.

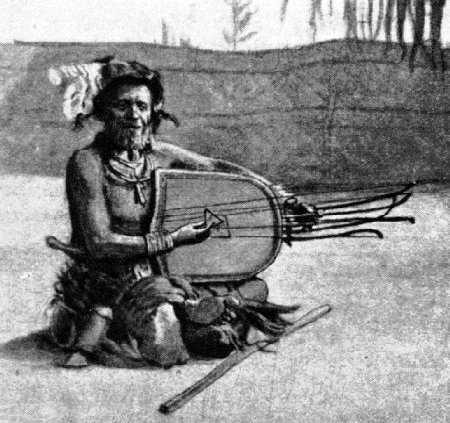
Un artiste jouant son instrument musical.

## Histoire

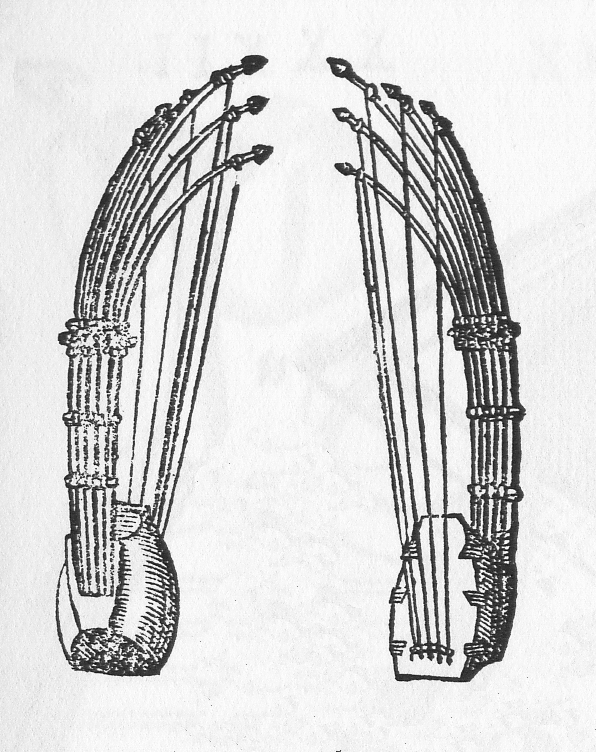
Illustration du Syntagma musicum

Évoqué dès le XVIe siècle dans des récits de voyage, il est décrit au XVIIe siècle par Michael Praetorius dans son Syntagma musicum.